# قطعنامه ۱۹۱۸ شورای امنیت
قطعنامه ۱۹۱۸ شورای امنیت سازمان ملل متحد که در تاریخ ۲۷ آوریل ۲۰۱۰ تصویب شد، سندی بین‌المللی دربارهٔ بررسی وضعیت در سومالی است. این قطعنامه طی نشست ۶۳۰۱ام با ۱۵ رای موافق، ۰ مخالف و ۰ ممتنع تصویب شد.